# Violeta Beclea-Szekely
Violeta Beclea-Szekely (născută Beclea; n. 26 martie 1965, Dolheștii Mari, Suceava, România) este o fostă atletă din România de talie mondială.

## Biografie
Deși este de formație inginer (a urmat cursurile Facultății de Inginerie Economică din Suceava) nu a profesat niciodată. În 2009 și-a luat doctoratul în Științele Sportului la Academia Națională de Educație Fizică și Sport.  A fost descoperită în toamna anului 1979 într-o competiție școlară, iar în anul 1980, junioară fiind, s-a antrenat alături de lotul național de seniori în grupa antrenorului emerit Ion Puică.
Alergătoare de semifond de talie mondială la sfârșitului anilor 90 și începutul anilor 2000, cu o singură excepție, toate medaliile sale internaționale au fost cucerite în proba de 1500 de metri. A reprezentat țara la două ediții ale Jocurilor Olimpice (1992 și 2000), la Sydney, însă a fost medaliată cu argint în proba de 1.500 m la ediția din anul 2000. Este campioană europeană de sală și de două ori medaliată cu bronz în aceeași competiție și de asemenea este de cinci ori vicecampioană mondială. A alergat în probele de 800 m, 1.500 m, 3.000 m dar și cros, probă la care este campioană balcanică.
Este câștigătoare în Cupa Europei, de trei ori învingătoare în finala IAAF Grand Prix, iar în anul 2001 a învins în toate cele 7 etape de Golden League și a împărțit cu alți cinci sportivi 50 kg de aur puse în joc de Federația Internațională de Atletism.
În anul 2001, nominalizată de forurile internaționale, a intrat în lupta pentru cea mai bună atletă a lumii.
În anul 1995 a fost suspendată pentru dopaj, după ce a fost depistată pozitiv cu steroizi.
S-a antrenat cu Ion Puică, Constantin Nourescu, Maricica Puică iar în ultimii ani de carieră cu soțul său, Adrian Szekely (campion național și balcanic la judo), împreună cu care are o fată care s-a născut în anul 1996. În 2000 a fost decorat cu Ordinul Național „Serviciul Credincios” în grad de Cavaler. În 2004 i-a fost conferit Ordinul Meritul Sportiv clasa a II-a.
În anul 2002 Violeta Beclea Szekely și-a anunțat retragerea din sportul de performanță.
Este Directorul de Marketing al Comitetului Olimpic si Sportiv Român.
Este Cetățean de Onoare al comunei Dolhești, al Municipiului Suceava și al Municipiului București. Maestră a Sportului (1983) și Maestră Emerită a Sportului (1994).

## Palmares
| An   | Competiție                      | Locație                     | Loc | Eveniment | Note    |
| ---- | ------------------------------- | --------------------------- | --- | --------- | ------- |
| 1983 | Campionatul European de Juniori | Schwechat, Austria          | 8   | 4x400 m   | 3:42,97 |
| 1983 | Campionatul European de Juniori | Schwechat, Austria          | 10  | 800 m     | 2:07,26 |
| 1986 | Campionatul European            | Stuttgart, Germania de Vest | 16  | 800 m     | 2:08,25 |
| 1987 | Campionatul Mondial în sală     | Indianapolis, Statele Unite | 9   | 800 m     | 2:04,03 |
| 1989 | Campionatul Mondial în sală     | Budapesta, Ungaria          | 4   | 800 m     | 2:00,26 |
| 1989 | Universiada                     | Duisburg, Germania de Vest  | 8   | 1500 m    | 4:19,33 |
| 1990 | Campionatul European în sală    | Glasgow, Marea Britanie     | 3   | 1500 m    | 4:10,44 |
| 1990 | Campionatul European            | Split, Iugoslavia           | 12  | 1500 m    | 4:16,45 |
| 1991 | Campionatul Mondial în sală     | Sevilla, Spania             | 2   | 800 m     | 2:01,75 |
| 1991 | Campionatul Mondial             | Tokio, Japonia              | 10  | 800 m     | 4:05,86 |
| 1992 | Jocurile Olimpice               | Barcelona, Spania           | 15  | 1500 m    | 4:05,46 |
| 1993 | Campionatul Mondial în sală     | Toronto, Canada             | 2   | 1500 m    | 4:09,41 |
| 1993 | Campionatul Mondial în sală     | Stuttgart, Germania         | 9   | 1500 m    | 4:08,57 |
| 1994 | Campionatul European în sală    | Paris, Franța               | 4   | 1500 m    | 4:07,06 |
| 1994 | Campionatul European            | Helsinki, Finlanda          | 24  | 1500 m    | 4:20,43 |
| 1995 | Campionatul Mondial în sală     | Barcelona, Spania           | –   | 1500 m    | DS      |
| 1998 | Campionatul European în sală    | Valencia, Spania            | 3   | 1500 m    | 4:15,54 |
| 1998 | Campionatul European            | Budapesta, Ungaria          | 4   | 1500 m    | 2:00,56 |
| 1999 | Campionatul Mondial în sală     | Maebashi, Japonia           | 2   | 1500 m    | 4:03,53 |
| 1999 | Campionatul Mondial             | Sevilla, Spania             | 4   | 1500 m    | 4:00,98 |
| 2000 | Campionatul European în sală    | Gent, Belgia                | 1   | 1500 m    | 4:12,82 |
| 2000 | Jocurile Olimpice               | Sydney, Australia           | 2   | 1500 m    | 4:05,15 |
| 2001 | Campionatul Mondial în sală     | Lisabona, Portugalia        | 2   | 1500 m    | 4:11,17 |
| 2001 | Campionatul Mondial             | Edmonton, Canada            | 2   | 1500 m    | 4:01.70 |

## Recorduri personale
| Probă          | Performanță | Dată              | Locație    |
| -------------- | ----------- | ----------------- | ---------- |
| 800 m          | 1:58,94     | 19 iulie 1989     | Pescara    |
| 1500 m         | 3:58,29     | 18 august 2000    | Monaco     |
| 800 m în sală  | 1:59,30     | 6 februarie 1994  | Grenoble   |
| 1500 m în sală | 4:03,61     | 15 februarie 2001 | Stockholm  |
| 3000 m în sală | 8:46,39     | 18 februarie 2001 | Birmingham |